# Toudal
Toudal, Thoudal, Toudahl og Thoudahl er navne i en gammel slægt fra Thy. 
Der er i nyere tid en slægt som har taget navn efter en gård ved Arnborg ved Herning. Gårdens navn har skiftet gennem tiden så de slægter der har været fæstere/ejere benytter stavemåden Toudal/Thoudal.

Navnet bruges ikke ret meget i Danmark i nutiden og anvendes som efternavn, i meget begrænset omfang idet kun 154 danskere bærer slægtsnavnet ifølge Danmarks Statistik.

## Kendte danskere med navnet

### Toudahl
- Andreas Toudahl, håndboldspiller.